# Awad Al-Anazi
Awad Al-Anazi (ur. 24 września 1968) – saudyjski piłkarz, reprezentant kraju grający na pozycji obrońcy.

## Kariera klubowa
Podczas kariery piłkarskiej reprezentował barwy zespołu Asz-Szabab Rijad. Wraz z drużyną dwukrotnie sięgnął po mistrzostwo Arabii Saudyjskiej w sezonach 1991/92 i 1992/93. Zdobył także Puchar Korony Księcia w sezonie 1992/93. Asz-Szabab z Al-Anazim w składzie wygrało Arabską Ligę Mistrzów w sezonie 1991/92 oraz GCC Champions League w sezonach 1991/92 i 1993/94.

## Kariera reprezentacyjna
Al-Anazi zadebiutował w reprezentacji Arabii Saudyjskiej 31 października 1992. Było to spotkanie z Katarem, rozgrywane w ramach Pucharu Azji 1992. Mecz zakończył się remisem 1:1, a Arabia Saudyjska zakończyła turniej na 2. miejscu, przegrywając finałowy mecz z Japonią 0:1. 
W tym samym roku został powołany do kadry na Puchar Konfederacji. Na turniej pełnił rolę zawodnika rezerwowego, a Arabia Saudyjska zakończyła turniej na 2. miejscu, przegrywając finałowy mecz z Argentyną 1:3. Dwa lata później Jorge Solari powołał Al-Anaziego na Mistrzostwa Świata. Podczas amerykańskiego mundialu zagrał w wygranym 2:1 spotkaniu z Marokiem. Było to jednocześnie jego ostatnie spotkanie w drużynie narodowej, dla którego w latach 1992–1994 wystąpił w 3 spotkaniach. 
| Mecze i gole w reprezentacji | Mecze i gole w reprezentacji | Mecze i gole w reprezentacji | Mecze i gole w reprezentacji | Mecze i gole w reprezentacji | Mecze i gole w reprezentacji | Mecze i gole w reprezentacji |
| #                            | Data                         | Miasto                       | Przeciwnik                   | Gol                          | Wynik                        | Rozgrywki                    |
| ---------------------------- | ---------------------------- | ---------------------------- | ---------------------------- | ---------------------------- | ---------------------------- | ---------------------------- |
| 1.                           | 31.10.1992                   | Hiroszima                    | Katar                        |                              | 1:1                          | Puchar Azji 1992             |
| 2.                           | 04.06.1994                   | Ponoma                       | Trynidad i Tobago            |                              | 3:2                          | towarzyski                   |
| 3.                           | 25.06.1994                   | East Rutherford              | Maroko                       |                              | 2:1                          | MŚ 1994                      |

## Sukcesy
Arabia Saudyjska
- Puchar Azji: 1992 (2. miejsce)
- Puchar Konfederacji: 1992 (2. miejsce)

Asz-Szabab Rijad
- Mistrzostwo Arabii Saudyjskiej (2): 1991/92, 1992/93
- Puchar Korony Księcia (1): 1992/93
- Arabska Liga Mistrzów (1): 1991/92
- GCC Champions League (2): 1991/92, 1993/94